# Queisau

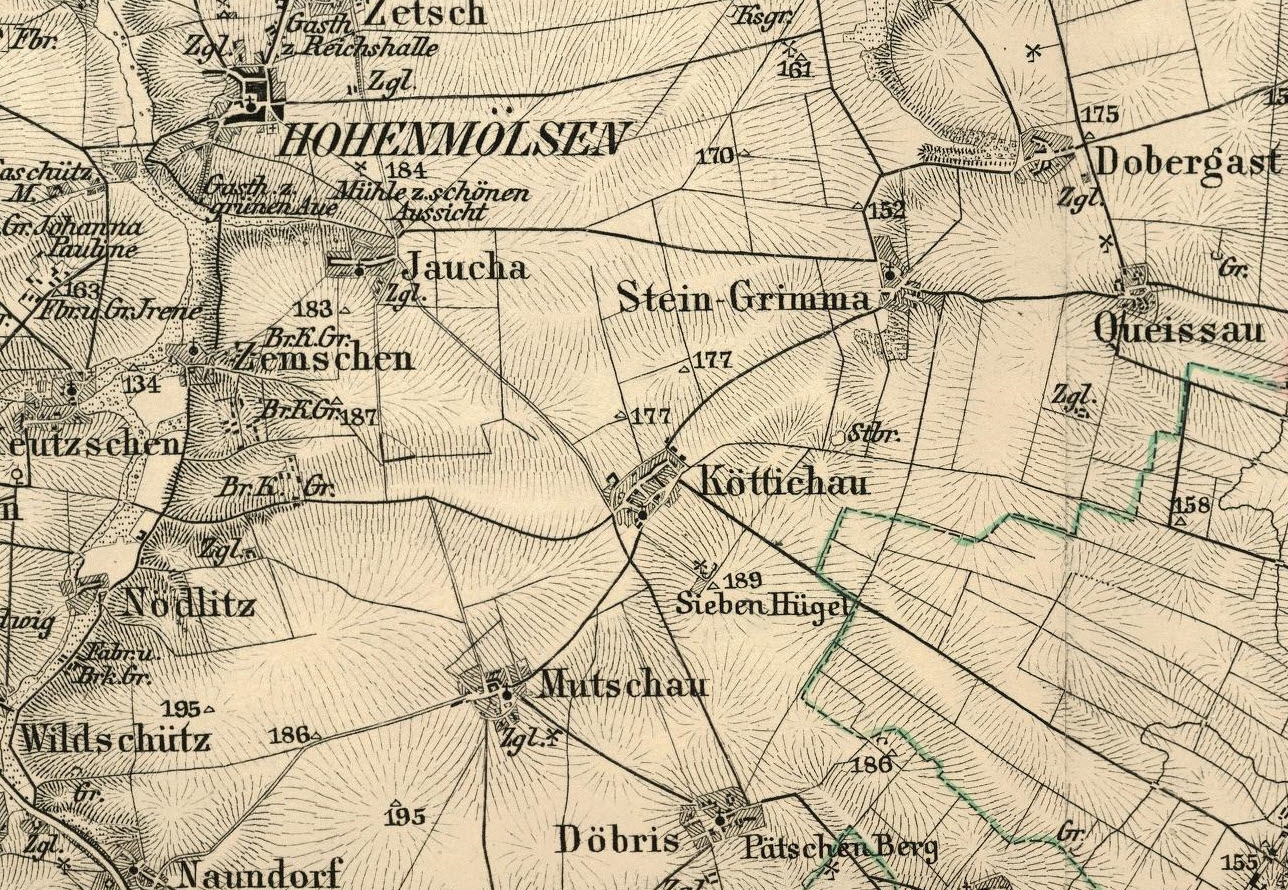
Ortslage Queisau und Umgebung um 1893

Queisau war eine Gemeinde im heutigen Burgenlandkreis in Sachsen-Anhalt. Der Ort lag rund fünf Kilometer südöstlich von Hohenmölsen. Zwischen den Jahren 1979 und 1980 wurden in Auswirkung des Braunkohlebergbaus 187 Einwohner umgesiedelt, die Gemeinde devastiert und anschließend vollständig überbaggert. Die Löschung aus dem Gemeinderegister erfolgte 1981.

## Zerstörung
Nach Gründung der DDR erreichte der Aufschluss von Tagebaugruben im Mitteldeutschen Braunkohlerevier eine neue Dimension und veränderte speziell betrachtet das Landschaftsbild im Raum Hohenmölsen-Profen-Zeitz nachhaltig. Zwischen 1953 und 1955 wurde zwischen Profen und Deuben eine Werksbahn verlegt, über welche fortan die im Tagebau Profen geförderte Rohbraunkohle zur direkten Weiterverarbeitung ins Braunkohlekraftwerk Deuben transportiert werden konnte.
Direkt neben dem Tagebau Profen befand sich der Tagebau Pirkau, dessen Auskohlung im Jahr 1969 abgeschlossen wurde. Diesem Tagebau fielen unter anderem die Dörfer Pirkau (1951), Streckau (1954), Mutschau (1957), Köttichau (1960) und Döbris (1967) zum Opfer. Der erste Ort, der bereits zwischen 1962 und 1965 im sogenannten Sachsenfeld des Tagebaus Profen überbaggert wurde, war Stöntzsch. Dem folgten einige Gehöfte der Orte Elstertrebnitz und Pegau, die im Abbaufeld 2b lagen.
Anfang der 1970er Jahre fiel der Entschluss, den Tagebau Profen in südliche Richtung zu erweitern und die Orte Queisau, Steingrimma und Dobergast zu devastieren. Die 187 Einwohner von Queisau wurden 1979/80 überwiegend in die neu entstandene Plattenbausiedlung Hohenmölsen-Nord umgesiedelt, gemeinsam mit den rund 420 Einwohnern von Steingrimma (1980) und Dobergast (1983/84).
Die ehemaligen Gemeindegebiete von Queisau und Steingrimma wurden 1981 katasteramtsrechtlich zunächst Dobergast zugeordnet. Wiederum ging die Flur der 1984 devastierten Gemeinde Dobergast zum 1. Januar 1985 auf Großgrimma über. Ende des 20. Jahrhunderts fiel der Beschluss, diesen Ort ebenfalls zu überbaggern, sodass am 1. Juli 1998 eine Eingemeindung der Flur von Großgrimma zur Stadt Hohenmölsen erfolgte.
Wie sehr sich die in der Region lebenden Menschen unverändert mit den in ihrer Umgebung zerstörten Dörfern identifizieren und wie bedeutsam die Aufarbeitung der bergbaulichen Vergangenheit ist, bezeugen die ab 2014 entstandenen Wandelgänge am Mondsee. Sie sind den Menschen gewidmet, die aufgrund der Braunkohlenförderung ihr angestammtes Zuhause verlassen mussten und nicht selten noch immer unter dem Verlust der alten Heimat leiden. Die Wandelgänge führen symbolisch zu 15 durch die Tagebaue Pirkau und Profen zerstörte Ortschaften. Jedes Dorf wird durch eine Steinplatte gekennzeichnet, die mit dem Ortsnamen versehen ist und den Umriss des Dorfes wiedergibt. Die Steinplatten sind maßstabsgerecht entsprechend der Landkarte vor Beginn der Devastierung angeordnet und durch einen umlaufenden Weg miteinander verbunden. Die Fläche innerhalb des umlaufenden Weges ist als Labyrinth aus Hainbuchenhecken gestaltet. Seit September 2017 befinden sich neben den Steinplatten 15 Metallstelen. Durch ihre Höhe von 2,20 Meter ragen sie gleichsam Kirchtürmen aus dem Labyrinth hervor und sind von einem Aussichtspodest sowie aus größerer Entfernung gut zu sehen.